# Réticule des vents

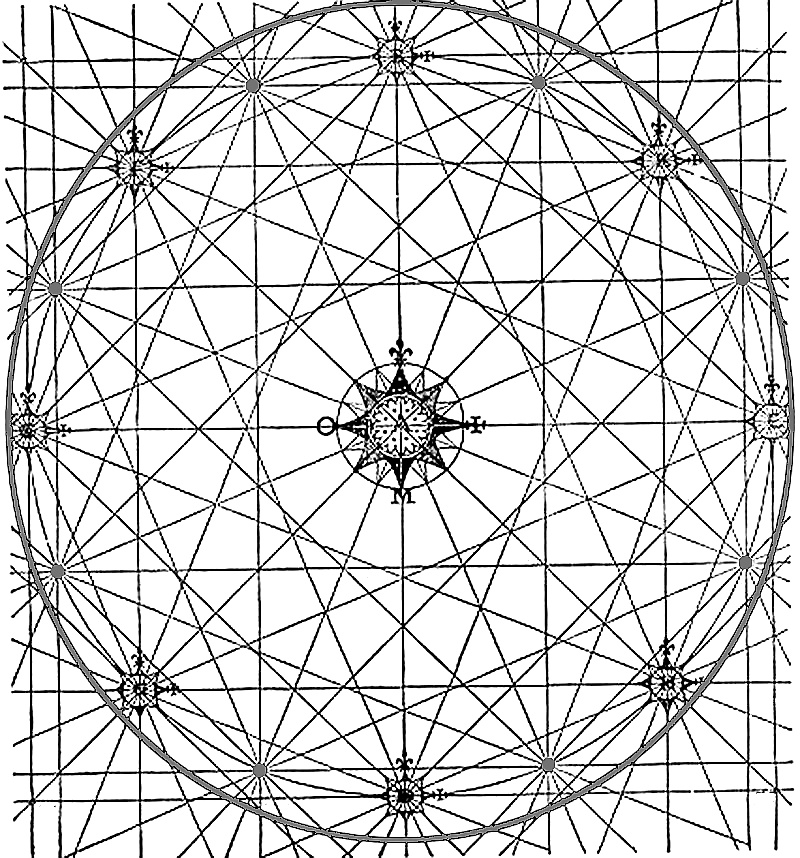
Réticule des vents des portulans

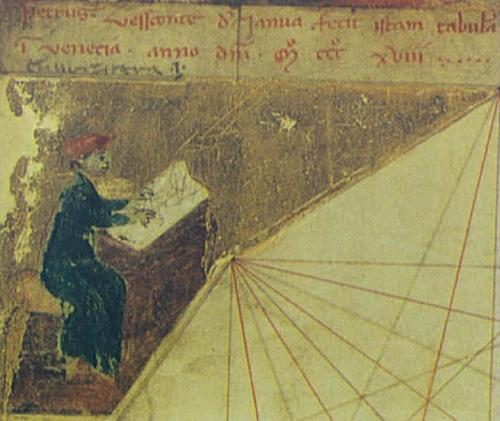
Image de Petrus Vescomte

Un  réticule des vents ou  réticule des cours , ou  réticule des rumbs,   est une figure géométrique, caractéristique commune partagée par tous les portulans. Ce réticule est comme une toile d'araignée, formant une grille sur la carte, ce qui est un élément de base de tout portulan. La grille peut être vue facilement en regardant (en contre-jour) un portulan côté verso, étant donné que le parchemin est tout à fait transparent. Le trou dans le centre de l'origine du polygone est également visible de l'arrière.

## Dessin d'un portulan

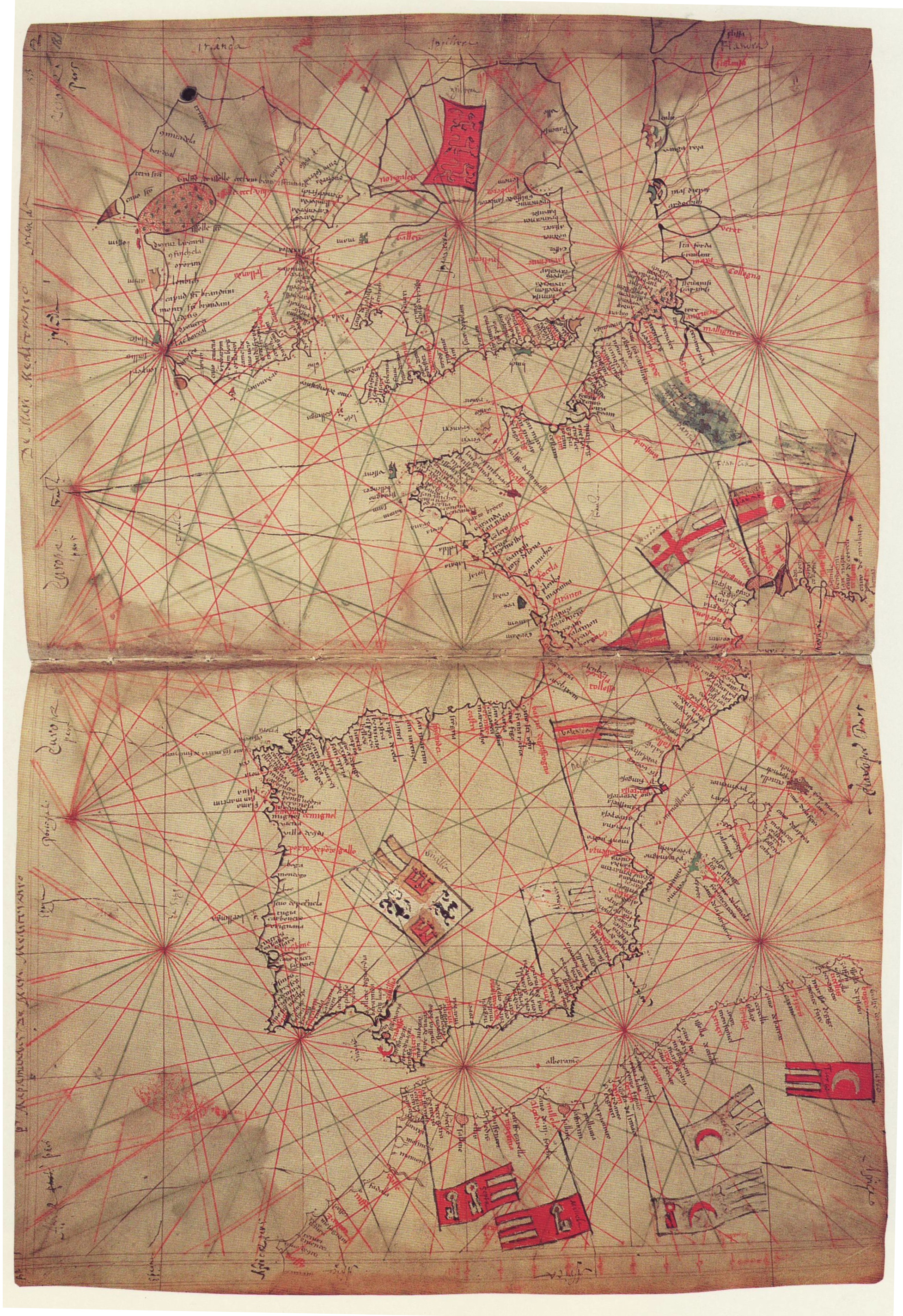
Portulan de Petrus Vescomte

Pujades dans son livre "Les cartes portolanes"  a dédié un chapitre à toutes les théories et discussions connues sur le sujet, et pour les clarifier montre l'image de Petrus Vesconte dessinant un Portulan sur une de ses cartes dans laquelle il a commencé par dessiner les lignes de cours en premier. (Certains auteurs les appellent "lignes de rumbs" au lieu d'utiliser le terme lignes de cours ou  lignes des vents). ,,
Le cercle est divisé en seize parties égales et les cours sont indiqués par des lignes rouges raccordant chacun des sommets qui divisent le cercle avec les autres sommets opposés mais avec une cadence de sommets alternées (pair: oui, impair:non) avec un total de lignes qui relient chaque sommet avec 7 de ceux qui restent en laissant sans connexion les huit autres. Les lignes de la grille sont appelées "lignes des vents"  ou aussi "lignes des cours".
Les lignes de cours pour les huit directions principales (ou aires de vents) sont tracées à l'encre noire (ou parfois avec de l'or); les huit cours intermédiaires sont tracés en vert; et dans le cas d'une  rose de 32 vents, les seize cours restants sont tracés à l'encre rouge. L'intersection de tout cet ensemble de lignes des vents détermine sur le portulan une trame variée avec des carrés symétriques, des parallélogrammes, des trapèzes et des triangles.

## Processus de création d'un portulan
- On prépare un parchemin de bonne taille, ou plusieurs collés ensemble
- On y dessine un hexadécagone bien centré (ou deux accrochés par un sommet) avec le réseau de 16 lignes par vertex  (avec les différentes couleurs typiques: noir, vert et rouge) [5]
- On copie sur la ligne de la grille les lignes des côtes en faisant en sorte que les roses des vents restent dans des endroits visibles, comme on le voit très bien dans le Portulan de Vesconte où les lignes des vents avec leurs centres forment un polygone régulier à 16 sommets (hexadécagone) clairement centré sur le parchemin.
- Dans le cas de la Méditerranée il contient parfois deux hexadécagones, aux deux coins opposés, placés sur ce que l'on appelle diaphragme du portulan (axe de la Méditerranée ou parallèle de Rhodes)
- Finalement, on dessine et on décore le portulan avec plus ou moins de profusion.

## Planisphères avec double hexadécagone
Sur les grands planisphères, en particulier ceux contenant des océans (mappemonde), le cartographe utilisait pour tracer les lignes des vents, deux hexadécagones avec deux sommets superposés dans le centre du vélin.

## Utilisation des lignes des vents
Pour calculer sur un portulan le cours le plus direct d'un point d'origine à un point de destination on transfère le cours dessiné à partir du point d'origine, -à l'aide d'une règle à bras parallèles- sur la rose des vents la plus proche de la position du navire, en obtenant ainsi le cours qu'il faut suivre pour arriver au point de destination.